# 出産

出産直後の母親と子。（1974年、米国、ミネソタ州 New Ulm市(英語版)の病院の分娩室の光景）

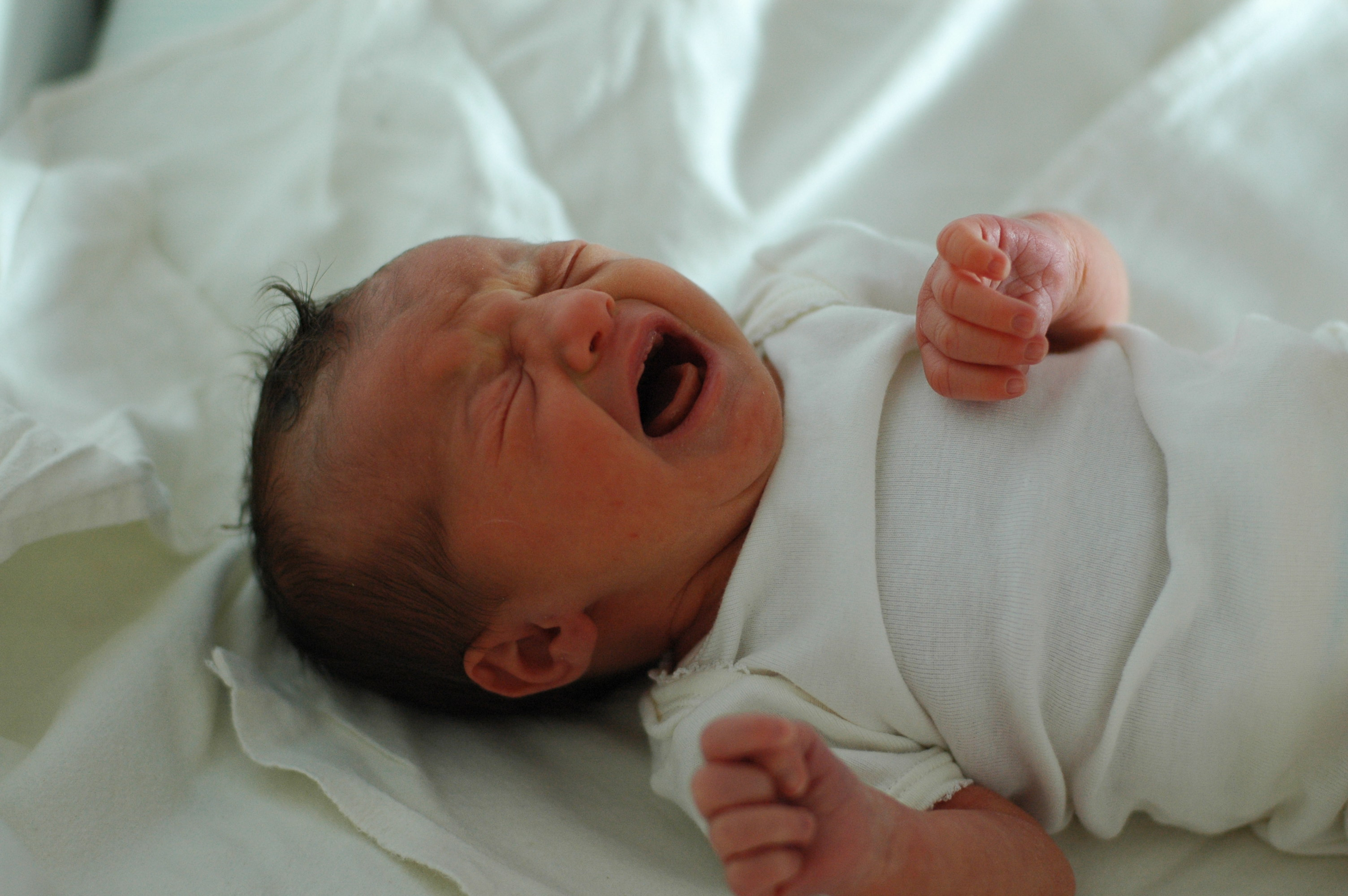
新生児

出産（しゅっさん、独: Geburt、英: birth, childbirth）とは、妊婦から子が産まれること、子を分娩することである。お産（おさん）、生産(しょうさん、しょうざん)とも言われる。
「分娩」は比較して、「出産」は大衆利用される表現であり、社会的・文化的側面も含まれているとの意見がある。生物学的に言えば、出産は胎生の動物における雌の胎部から胎児が出ること、或いは出すことを指す語である。出産後の妊婦が元の状態に戻るまでの約6 - 8週間の期間を、産褥期（さんじょくき）」と呼ぶ。

## 概要

### 受精後期間による区分
性行為または不妊治療などの生殖医療の利用によって、「受精後平均266日、胎児が十分成熟して体外に出る場合」を正期産と呼ぶ。正期産に至るまでの期間や出産時の成熟度は種によってまちまちである。標準より早い場合は「早産」、さらに事故に近い場合を「流産」、遅い場合は「過期産」と呼ぶ。

### 関連語
出産前、あるいは最中に羊膜が破れ、羊水が出ることを破水（はすい）という。出産後、胎盤などが排出されることを後産（あとざん・のちざん）という。分娩が比較的楽な場合は「お産が軽い」（安産）、何らかの困難を伴う場合は「お産が重い」（難産）という言い方をする。

### 種族差
カンガルーのようにごく小さく産む種では出産は軽い。しかし、大型草食動物のように胎児を十分に成長させてから出産する場合、ヒトのように骨盤底骨が発達している場合、骨盤下口が胎児とくらべて狭いので、胎児が大きい場合出産は重くなる。さらにヒトのケースでは、初産年齢や恥骨結合の状態などでまた異なる。

## 江戸時代における出産
江戸時代における出産に関する記録のなかで、産婆については「産婆にふさわしい人」として
- 穏やかで強情を張らない
- 物事に動じない
- 心身ともに元気

と記されている。大名行列を横切ることも、出産の取り上げに向かっている産婆には特例として許されていた。産科の医者は存在していたが、全て男性だったため、恥ずかしさの余り医者に身を委ねる妊婦は少なかった。その為、産婆だけでも安全な分娩が出来る様に指導書が出版されていた。また出産に関連する物として
- 『肩畳（かただたみ）』（出産の時に妊婦が寄り抱える様に設計されたという珍しい畳）[9]
- 『安神散（あんじんさん）』（婦人病や気つけに用いられる粉薬。「売薬資料館」（富山県）に実物がある）[10]
- 『力綱（ちからつな）』（縄を天井に張り、出産時にしがみつく縄。縄産綱【なわうみつな】ともいう）[11]
- 『竹刀（ちくとう）』（へその緒を切るのに使用）
- 『産籠（さんかご）』（漆塗りの椅子で、出産後の妊婦を座らせる。主に富裕層の人々が持っている「洛東遠芳館」（京都府）に実物がある）[10]

がある。そして、出産時は座らせて行っていた。そして出産後は「頭に血が上ってはいけない」という俗説から、座ったまま7日間不眠で過ごさなければならなかった（意識を失って死んでしまうのを恐れたため）。

## 生物学的側面
出産は子供にとっては母親からの生理学的に独立した存在になることを意味する。これまでは胎盤を通じて母親から栄養を補給され、母親に排出物処理を依存し、酸素や二酸化炭素などのガス交換も胎盤を通じて行っていたものが、出産によって全て自分で処理しなければならなくなる。産まれた子がまず最初にしなければならないことが、肺への外気の吸入である。産声には、この活動を促進する意味があるとされる。
また、母胎の酸素分圧の低い血液から酸素を受け取るための胎児性赤血球は、数日のうちに通常の赤血球と置き換えられる。その際、赤血球の分解にともなって黄疸の症状が出る。
母親の側から見れば、出産は妊娠の終了と共に育児の開始である。生理的には胎盤から放出されていた女性ホルモンの分泌の停止と共に、妊娠状態は解除され、プロラクチンが放出され母乳の分泌が促進され、子への愛情が高まる（と同時に、子以外の人々への攻撃性が高まる）。

## 社会的・文化的側面
伝統的な社会では、出産には自然的な力が作用するものと考えられ、めでたいことであると同時に非日常的なできごとであると認識されている。そこで、産屋（うぶや）を設けてそこで出産前後を過ごさせるなどによって、外部の人間、とりわけ男性の接近をタブーとするなどの習慣がみられる。そして、出産は月経と同様に不浄なものであるとされ、産後に浄化儀礼が行われる社会も多くみられる。将来の出産に備えて婦人科検診を受けるなど、出産のための活動は「産活」と呼ばれる。

## ヒトの出産

### 出産方法

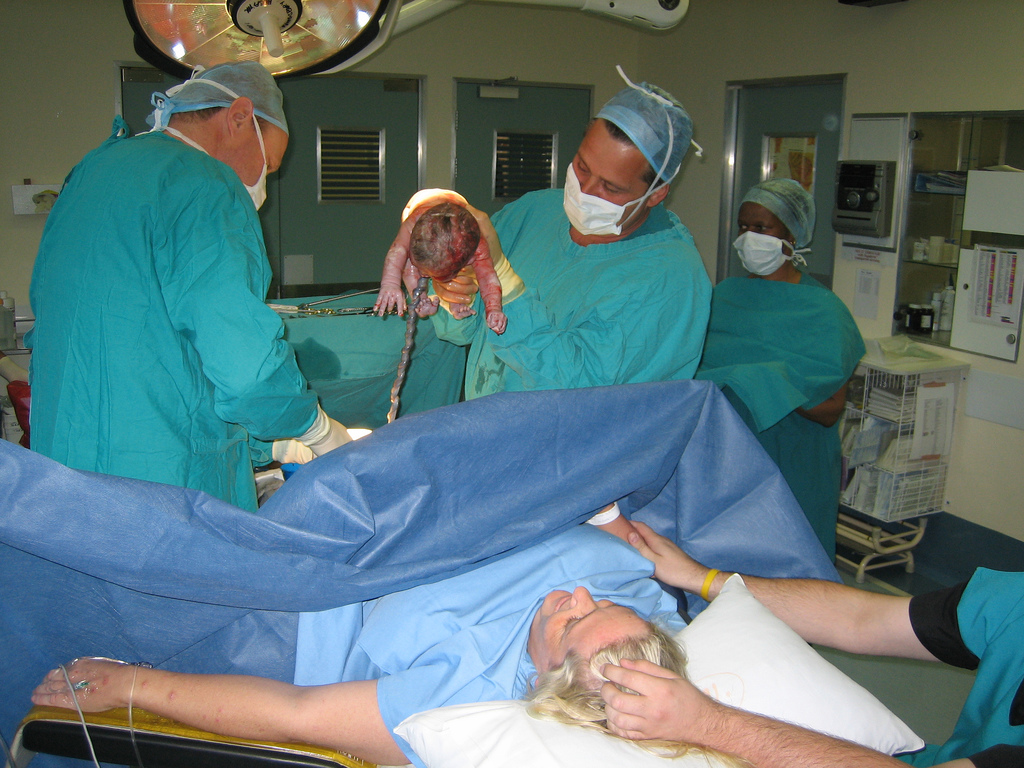
帝王切開での出

経膣分娩
母親（母体）の腟を通って生まれる場合を経腟分娩と言う。なお、帝王切開という技術が導入される以前のお産は、全て経腟分娩（経腟自然分娩）であった（経過については分娩参照）。
計画分娩
母子の状態、あるいは病院側の都合（例えば分娩室が混み過ぎている、産科医のマンパワー不足、などの事情）などから、自然に陣痛が来るのを待たず、陣痛促進剤を用いて計画的に経膣分娩を行う場合がある。促進剤が効きすぎて母子に害が及ばぬよう、分娩監視装置をつけて十分注意を払う必要がある。
自然分娩
1933年にイギリスの産科医ディック・リードにより考案された分娩法で、「本来 お産というのは生理現象であり、子宮や産道の肉体的痛み以外に苦痛が伴うものではない」「分娩に対する不安が緊張を招き、不必要な痛みまで誘発して難産になることがある」という考え方に基づいて、妊娠時から母親にお産に関する知識を得させて不安を取り除くことで分娩時の苦痛を緩和する方法（リード法）を採る。
帝王切開
産科学が発達すると帝王切開による分娩も可能となった。自然分娩ではリスクの高くなる分娩、たとえば骨盤位、児頭骨盤不均衡、常位胎盤早期剥離や前置胎盤の場合などに、帝王切開が適用される。一度帝王切開で分娩した場合、陣痛（子宮収縮）による子宮破裂のリスクを回避するため、次回も帝王切開を勧められる。ただし母児の状況によっては、「帝王切開後の経膣分娩」(VBAC: Vaginal Birth After Cesarean) が可能となる。
水中出産
約37°Cの温水の中で出産する方法でリラックス効果や痛みの軽減効果が期待できるとされている。 お湯の浮力によって体位変換が楽になり、リラックスすることで陣痛が促進されることもある。
フリースタイル出産
従来の分娩台での出産にとらわれず、妊婦さんが自由に体勢を選んで出産する方法。
座位分娩
出産時に座った姿勢で赤ちゃんを産む方法のこと。一般的な仰臥位（あおむけ）分娩とは異なり、重力を利用しやすく、いきみやすい姿勢で出産できる。

### 陣痛
陣痛とは、出産を前に子宮がくり返す規則正しい収縮のこと。またそのときに母体が感じる痛み。初期には間隔も長く、「腹が張る」・「硬くなる」といった程度だが、お産が進むに連れて間隔が短くなっていき、収縮の度合もきつくなり「痛み」を認識するようになる。出産前にお産の痛みの強さを予測することは難しく、一人ひとり痛みの感じ方は異なる。お産の痛みを調べた研究によれば、初産婦の方が経産婦よりも痛みを強く感じ、初産婦・経産婦問わずお産の痛みは、がんによる痛みや関節痛など、とても強い痛みとして知られている痛みよりもさらに強いものという結果が得られている。最も強い段階では、俗に「障子の桟が見えなくなるほど」と形容され、妊婦がパニックを起すこともある。しかし、ラマーズ法（Lamaze Technique）などによる精神・肉体両面の準備があればある程度、感じ方を軽くすることも可能である。全く痛みを感じずに分娩を希望する場合は、硬膜外麻酔による無痛分娩を選択することになるが、すべての症例において完全な除痛を達成できるわけではない。陣痛はお産の進行に応じて下記の通りに変化する。

#### 分娩第1期
陣痛が始まってから子宮の出口が完全に開くまでの分娩第1期には、腹部の下のほうから腰にかけて痛みを感じる。陣痛の始まったばかりの頃の痛みは比較的軽く、「生理痛のような痛み」または「お腹をくだしているときのような痛み」と感じる妊婦が多い。お産が進み子宮の出口が半分くらい開いてくる頃に痛みは急に強くなり、また痛みを感じる範囲も広がってくる。 分娩第1期の終わる頃には、へその下から腰全体、そして外陰部にかけてとても強く痛むようになる。 この段階での痛みを「腰がくだかれそう」と表現する産婦も存在する。

#### 分娩第2期
子宮の出口が完全に開いて分娩第2期に入る頃には、痛みは外陰部から肛門の周りで特に強くなってくる。子が産まれる間際には、外陰部から肛門周囲の痛みはピークに達する。 この痛みを「すごく強い力で引っ張られる」、「焼けつくような痛み」と表現する妊婦も存在する。

#### 分娩第3期
赤ちゃんが産まれた後から胎盤が娩出するまでの分娩第3期は後陣痛が始まり胎盤が徐々に子宮壁からはがれて娩出されるときは、軽い子宮の収縮があるが痛みはない。

### リスク
分娩は妊婦にとって命がけの行為である。周産期医学の発達でかなりのリスクは軽減され、周産期死亡率は日本国内では著しく低下した。2007年度の日本の周産期死亡率は、1,000名の出産に対して4.7名であり世界で最も小さいが、それでも妊娠高血圧症候群・前置胎盤・癒着胎盤・へその緒の巻絡・大量出血・HELLP症候群・ペリネイタル・ロス（流産・死産・人工死産・新生児死亡・人工妊娠中絶など、出産を取り巻く新生児の喪失）など、リスクはなくなっていない。
分娩後出血は、世界的にみても妊産婦死亡原因の第一位であり、そのほとんどがアフリカをはじめとした途上国で起こっている。出血の原因のほとんどは弛緩出血であり、子宮双手圧迫法（腟内に手を入れ、もう片方の手を腹の上に置き、両手で子宮を挟み込むように圧迫する）で出血点を直接圧迫したり、オキシトシンなどの薬剤投与で出血がコントロールできない場合、子宮内バルーン（Bakriバルーン）を留置し、子宮内からの圧迫で止血を試みる。

### 記録
・世界最年少出産はペルー人のリナ・メディナで、1939年に5歳で出産した。生まれた息子は40歳まで生きたが、息子の父親は現在でも明らかにされていない。日本の歴史上の出来事としては、前田利家の妻の芳春院が長女の春桂院を、徳川家康の曽孫で蜂須賀至鎮の妻の敬台院が長女の三保姫を満11歳頃に出産したことが知られている。
・世界最高齢の出産は、2019年に体外受精を経て帝王切開で双子の娘を出産した73歳のインド人女性とみられる。
・多胎児では2021年にマリで生まれた9つ子が、ギネス世界記録に認定されている。

### 日本における制度
出産育児一時金
公的医療保険制度の被保険者または被扶養者は、出産を申請すると「出産育児一時金」が支給される。2022年1月1日以降の出産については、支給金額は、一児につき408,000円で、所定の要件を満たせばさらに12,000円が加算される。

産前産後休業
労働者における出産については、労働基準法第65条に産前産後休業（産休とも称される）が規定されている。

出産手当金
健康保険等の被保険者が出産のため労務に服さなかった場合、その所得補償のため所定の計算による額が支給される。

産科医療補償

出産費資金貸付

未熟児養育医療

入院助産
児童福祉法第22条に定める入院助産制度は保健上必要があるにもかかわらず 経済的に困窮しており、病院等施設における出産費用を負担できない場合、本人から申請があった場合に出産にかかる費用を公費で負担する制度。指定機関での分娩となる。出産育児一時金は育児のための費用として本人が受け取ることができる。

### 出産場所

#### 自宅出産
妊婦、胎児ともに順調であれば自宅出産も不可能ではないが、現在では自宅出産を仕切る「助産師」は見つからない。また母児どちらか片方でも、妊娠高血圧症候群、骨盤位、双胎など、何らかのリスクが高い場合は病院出産が勧められる。自宅出産は高リスクであり、「自宅出産は病院など医療が介入する出産に比べ、新生児死亡率が3倍にも上る」との論文が医学雑誌ランセットで発表されている。

#### 助産所での出産
助産所において助産師が、もしくは家庭等の出産場所に出向いてくる助産師が出産を取り仕切る。リスクの低い妊婦のみ。状態が少しでも悪くなりかけたら、産科医と連絡を取る必要がある。しかしながら病院と異なり高度の医療技術を施すことの出来ない助産所の場合、分単位の緊急性を要する処置が行えず、生涯に渡り後遺症を残すような障害の危険性は高くなる。

#### 病院での出産
日本では第二次世界大戦前や戦後の混乱期までは国民の90％以上は自宅で出産していたが、戦災からの復興期や高度成長期以後は病院での出産が増加し、高度成長期が終わったころには国民の90％以上が病院で出産するようになった。
戦災復興が緒についた1950年代以降は、医学や医療技術の向上、経済の発展と政府の収入と社会保障支出と医療費と医療費の公費負担額の増加により、病院での出産が増加し、高度成長期が終わったころには国民の90％以上が病院で出産するようになり、現在では国民の99％が病院で出産している。その結果、妊産婦死亡率、周産期死亡率、新生児死亡率は時代の進行とともに減少し史上最少値を更新している。
世界の諸国でも、地域別でも、所得水準別でも、世界全体でも、国ごとに経済や医療の発展段階に差があり、妊産婦死亡率、周産期死亡率、新生児死亡率に差があるが、医学や医療技術の向上、経済の発展と政府の収入と社会保障支出と医療費と医療費の公費負担額の増加により、いずれも時代の進行とともに減少し史上最少値を更新している。

### 性別の生み分け
英国の研究チームの発表によると、朝食を抜いたり低カロリーの食事を摂ったりする女性は、女児を出産する可能性が高いという研究結果を発表した。高カロリーの食事を摂ると男児が産まれる確率が高いという。現在出生前診断や人工妊娠技術を男女の生み分けを目的として行うことは禁止されている。しかしながら中華人民共和国・インド等のアジア地域では新生児の男女比が極端に男性に傾いていることから男女の生み分けが行われている。

## 動物の出産
胎生（および卵胎生）の動物には全て出産があるが、その様子は動物によって様々である。犬は品種によっても異なる。比較的難産が多いのは大型草食動物である。生まれた子供は肉食動物の捕食目標になりやすく、親も巣に籠もって育てるのが難しいので、ある程度以上大きく生んで、生まれてすぐに逃げ回れるようになっていなくてはならず、そのためには大きく四肢の発達した状態で出産を迎える必要がある。長い四肢は出産では邪魔になりがちであることもまた難産の一因とされている。またヒトは直立二足歩行を行うため、内臓を保持する必要から骨盤底骨が発達しており、出産に困難がともない、胎児を小さく未熟な状態で出産しなければならない。
出産時、胎児は普通は頭から出る。この方法は一番抜け出しやすいため、合理的である。まれに逆に出る場合があり、これを逆子という。逆子は難産になりやすい。逆に後ろから出るのを常とするものもある。イルカやクジラがそれで、これは彼らが水中で出産することに依るものである。その場合、まず頭がでてしまうと、その時点で胎児は空気呼吸を求められることになる。しかし後半身が母胎に残っていては空気中に出られないため、そのまま溺れる可能性が高くなる。出産した子は母親に助けられて水面に出て、最初の呼吸を行う。なお、中生代の海棲爬虫類である魚竜にも、卵胎生のものがあったことが知られており、その出産がやはり尾からであったことが化石から確認されている。